# Sémion Douvan
Pour les articles homonymes, voir Douvan (homonymie).
Sémion Ezrovitch Douvan (1er avril 1870, Eupatoria - 5 février 1957, Beaulieu-sur-Mer, riviera française), est une personnalité karaïme du temps de l'Empire russe qui marqua son époque en Crimée.
Maire d’Eupatoria de 1906 jusqu’à la révolution, il fut un des représentants les plus brillants du conseil gouvernemental de la province de Tauride et un philanthrope apprécié.

## Biographie

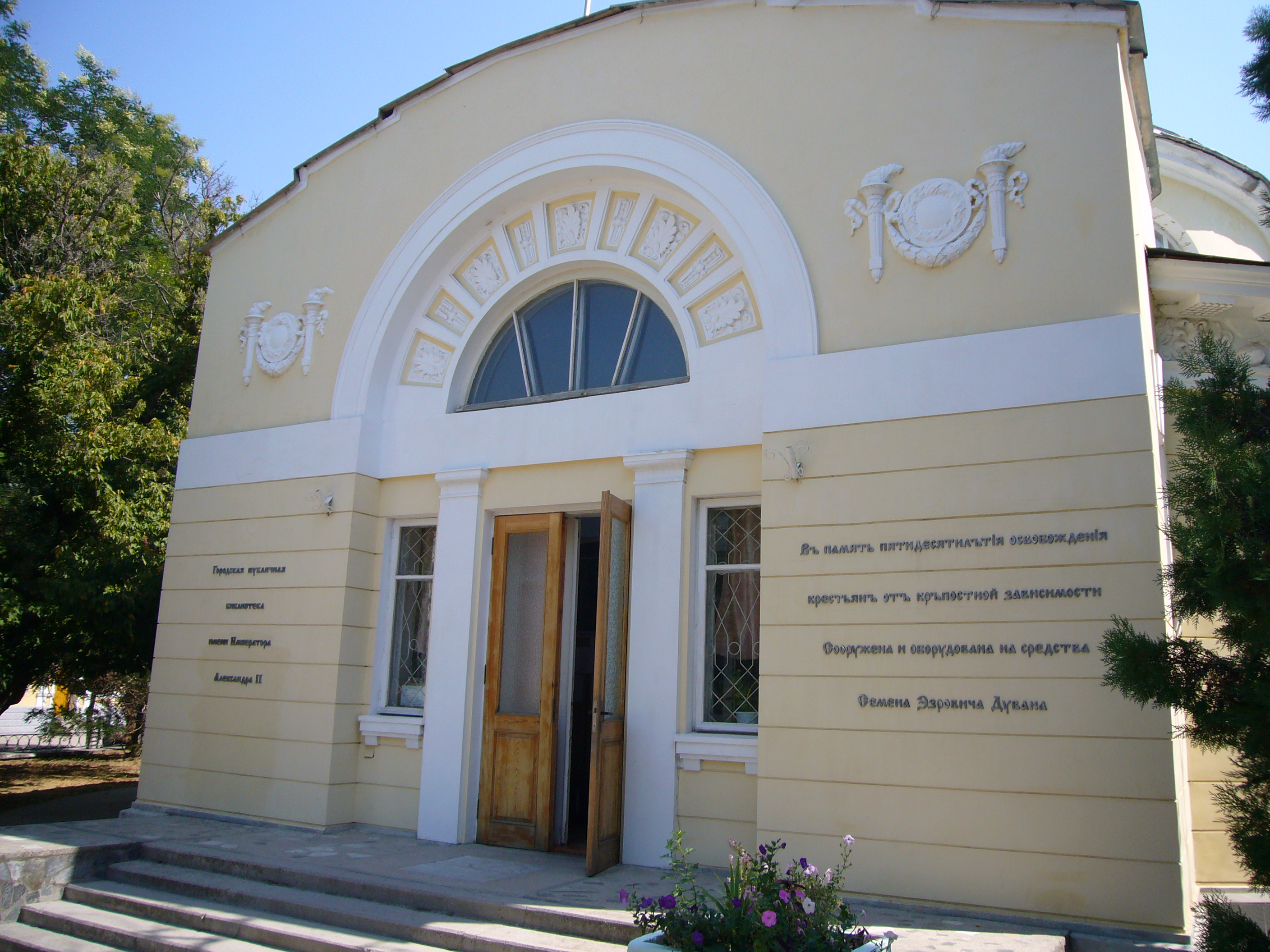
Bibliothèque publique municipale du nom de l’empereur Alexandre II. Fondée par S.E. Douvan au début du XXe siècle en Crimée, à Eupatoria.

Il était le petit-fils de Sémion Solomonovitch Bobovitch - premier gakham (chef religieux) des Karaïmes de Crimée. Grâce aux efforts de S. E. Douvan, Eupatoria, d’une ville profondément provinciale est devenue une station balnéaire internationale.
Il était l’époux de Sarah Josepha Douvan née Kalfé, avait cinq enfants, dont trois fils (Joseph, Serge et Boris) et deux filles (Anne et Élisabeth) épouses Boudo et Ghélélovitch.
Dans le dossier en mémoire de S. E. Douvan établi par la chancellerie de sa Majesté Impériale devant sa Patrie sont énumérés ses mérites:
- Il a complètement transformé la ville d’Eupatoria, par un nouveau programme: pavage des rues, électrification, tramway, amélioration de l’assainissement, aménagement des plages, construction de datchas et développement général de la station balnéaire, construction du théâtre municipal, création de la bibliothèque municipale, établissement d’un beau quartier entièrement nouveau, etc.
- Il a construit des écoles primaires, hôpitaux…
- Il a beaucoup travaillé et avec succès dans l’agriculture, s’occupant lui-même de l’exploitation.
- Il a installé le téléphone dans tout le district d’Eupatoria.

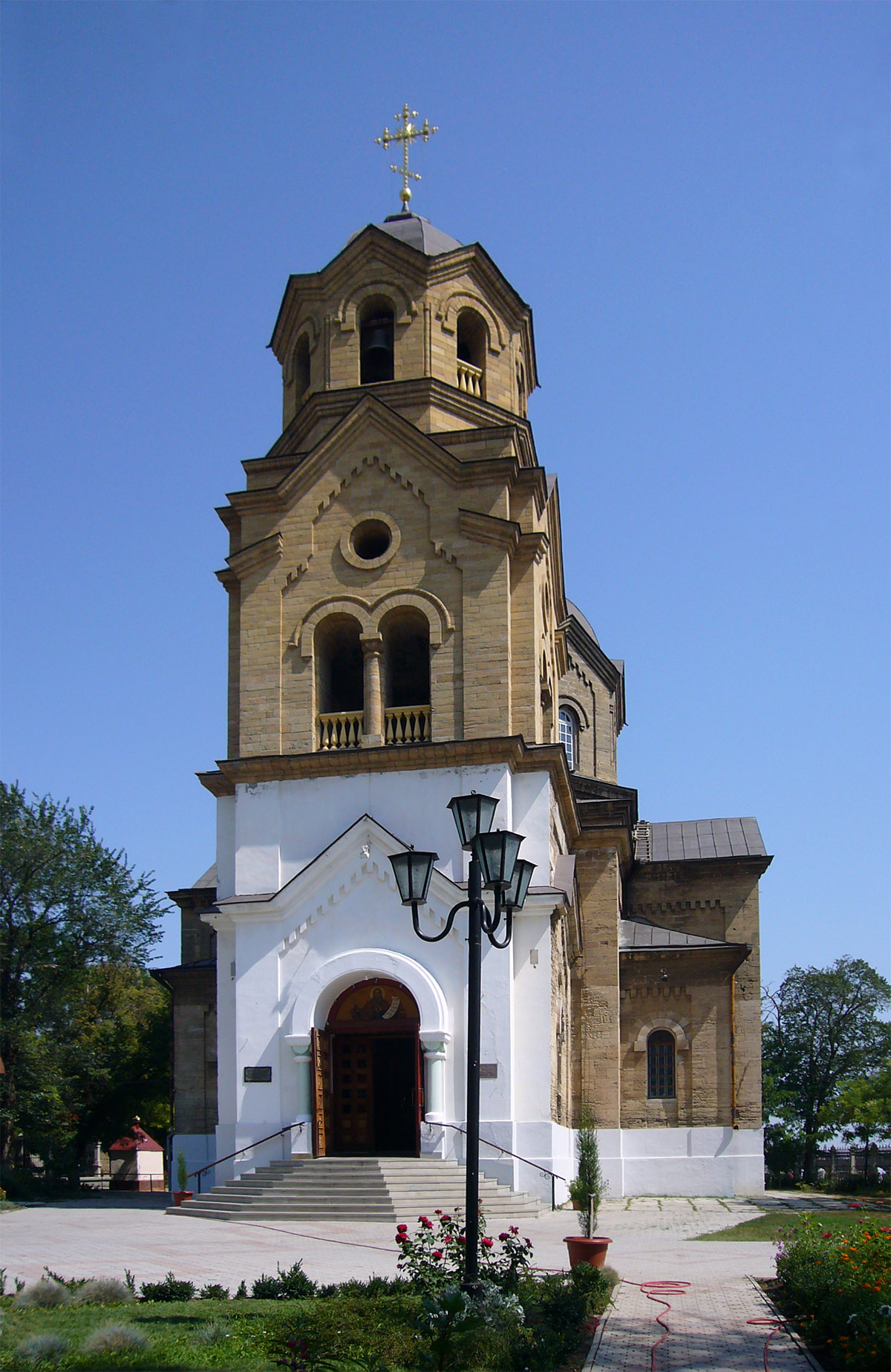
Église Saint-Élie, en partie financée par le conseil municipal, alors que S.E. Douvan en était le président

S.E. Douvan était un grand propriétaire terrien dans le district d’Eupatoria. Il possédait près de 5 000 hectares de terre. Il s’occupait de leur exploitation. Il servait l'État bénévolement et avait le désir d’apporter le plus possible de profits à sa ville et à son pays. Il en a fondé la bibliothèque, le théâtre et de nombreux centres médicaux. Il était aussi bon agronome et éleveur.
Après la révolution, S. E. Douvan a quitté la Russie pour émigrer en France. On connaît peu cette période de sa vie. Mais on sait qu’à la fin de sa vie, il rêvait de revenir en Russie. «Je crois que tôt ou tard, la Russie se débarrassera des bolchéviks et alors un État normal y sera établi ».

## Actions publiques

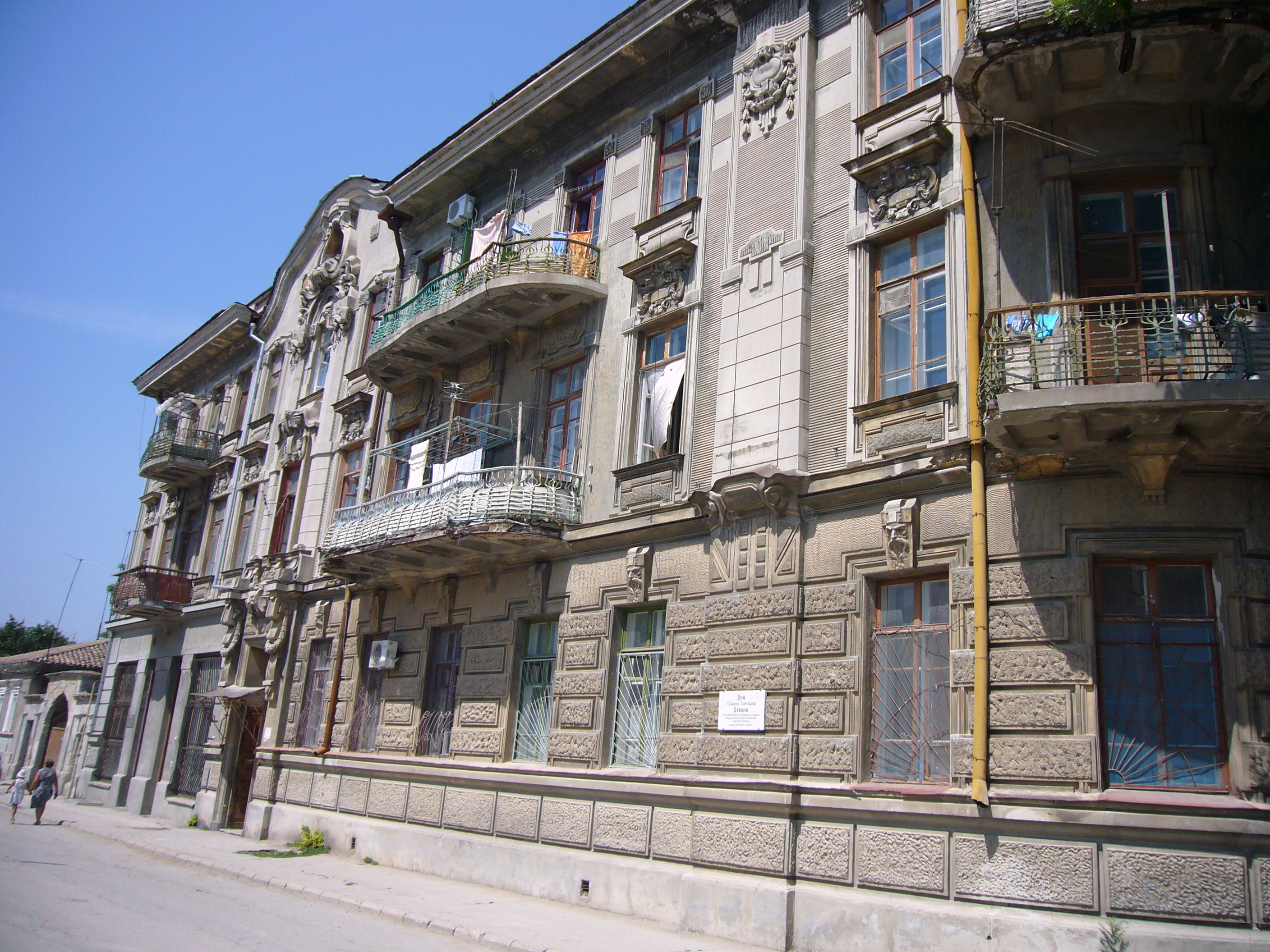
Maison de ville de S. E. Douvan à Eupatoria (construite en 1908)

- Conseiller de l’assemblée du district d’Eupatoria (depuis 1906)
- Honorable curateur du lycée de garçons
- Curateur de l’assemblée des hôpitaux d’Eupatoria
- Curateur de l’école d’Eupatoria pour sourds-muets
- Président curateur du conseil du lycée de filles (depuis 1907)
- Un des trois conseillers provinciaux d’Eupatotia (1909-1912, 1915-1917)
- Directeur du comité des prisons d’Eupatoria (depuis 1902)
- Membre de la société de la croix rouge du district de Tauride (depuis 1904)
- Honorable juge mondial (1911-1917)
- Membre de la présence élargie (1905-1909)
- Président du district d’Eupatoria pour le comité de l’aide aux blessés de guerre (depuis 1914)
- Président du conseil de la bibliothèque (depuis 1916)

## La question des Karaïmes
Habitant en France pendant l’occupation, il s’est mis en avant pour la défense des Karaïmes, concernant la politique antisémite de l’Allemagne hitlérienne.
En septembre 1938, S. E. Douvan a entrepris un voyage à Berlin et s’est adressé au ministre de l’Intérieur au sujet de la définition ethnique des origines et confession des Karaïmes. On a reconnu avec le concours du bureau d’émigration russe et de l’archevêque de Berlin Séraphin que les Karaïmes n’étaient juifs ni de race, ni de confession, pendant la Seconde Guerre mondiale. Cela permit de sauver beaucoup de Karaïmes se trouvant en territoire occupé par les Allemands.

## Décorations
S. E. Douvan a laissé un bon souvenir à ses contemporains, qui se rappellent sa générosité extraordinaire et son influence bienfaisante. Il a reçu de nombreuses décorations en récompense de son action dans le domaine social, parmi lesquelles :
- L'ordre honorifique de Sainte-Anne de l'Empire russe (3e classe)
- L'ordre honorifique de Sainte-Anne de l'Empire russe (2e classe)
- L'ordre honorifique de Saint-Vladimir de l'Empire russe (4e classe)
- La médaille de la Croix-Rouge russe
- L’insigne des Romanov (2e classe)
- Écrin d’or orné de brillants, cadeau de Nicolas II dernier empereur de Russie

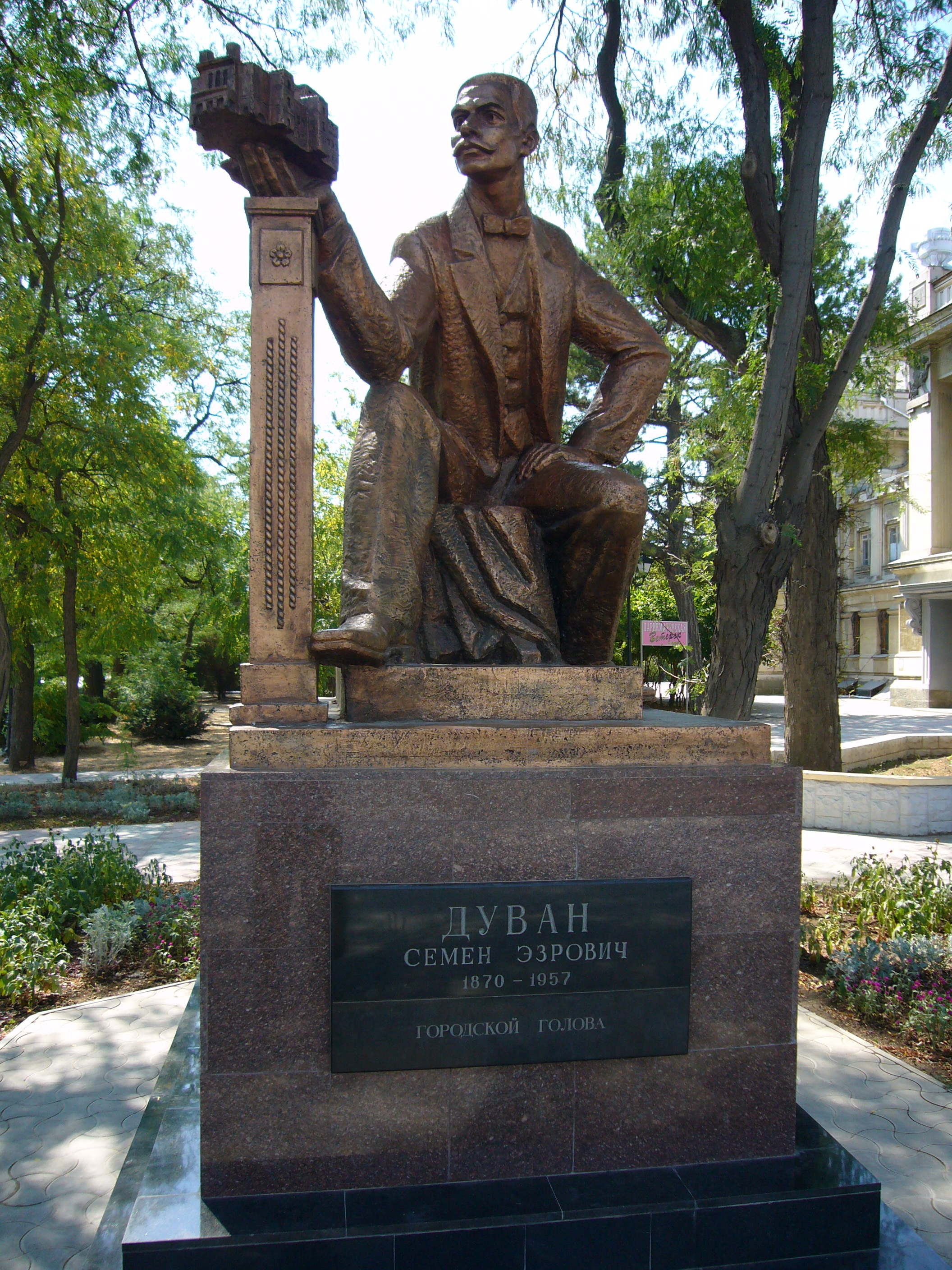
Monument en l'honneur de S. E. Douvan à Eupatoria

Une rue d’Eupatoria a été baptisée rue Douvan encore de son vivant pour les services rendus à la ville, en son honneur, et au début du XXIe siècle, un monument a été construit à côté du théâtre municipal qu'il avait fait construire et intitulé du nom de son frère, l'acteur Douvan-Tortsov.

## Source
- (ru) Cet article est partiellement ou en totalité issu de l’article de Wikipédia en russe intitulé « Дуван, Семён Эзрович » (voir la liste des auteurs).

1. ↑  Biographie de S. Ezrovitch Douvan